# 前卫级核潜艇
前卫级核潜艇（英語：Vanguard-class）是英國皇家海軍一個弹道导弹核潜艇艦級。每艘潛艇装备有16枚三叉戟2型弹道导弹，还有4个533毫米鱼雷发射管，装有消聲瓦与电子战及诱饵系统。在1986-1993年由维克斯公司建造，共有四艘同級艦——先锋号（HMS Vanguard S28）、胜利号（HMS Victorious S29）、警戒号（HMS Vigilant S30）与复仇号（HMS Vengeance S31），自1997年空投型自由落體核子彈WE.177从英国皇家空军退役后，先鋒級就成為英國僅存可投射戰略核武的戰具（英国最后一种战略轰炸机胜利者式于1993年退役）。

## 同級艦艇
| 舷號 | 艇名                  | 下水日期       | 服役日期       | 現狀   |
| S28  | 先鋒號 HMS Vanguard   | 1992年3月4日   | 1993年8月14日  | 服役中 |
| S29  | 勝利號 HMS Victorious | 1993年9月29日  | 1995年1月7日   | 服役中 |
| S30  | 警戒號 HMS Vigilant   | 1995年10月14日 | 1996年11月2日  | 服役中 |
| S31  | 復仇號 HMS Vengeance  | 1998年9月19日  | 1999年11月27日 | 維修中 |